# Sambo no World Combat Games de 2013
A disputa do Sambo no World Combat Games de St. Petesburg-2013 se deu no Spartak Sport Complex, nos dias 18 e 19 de Outubro de 2013.
O evento teve como embaixador o russo Fedor Emelianenko, campeão mundial de Sambo e de MMA.

## Quadro de Medalhas
Legenda
| Ordem | País         | Medalha de ouro | Medalha de prata | Medalha de bronze | Total |
| ----- | ------------ | --------------- | ---------------- | ----------------- | ----- |
| 1     | Rússia       | 4               | 0                | 1                 | 5     |
| 2     | Ucrânia      | 1               | 1                | 0                 | 2     |
| 3     | França       | 1               | 0                | 0                 | 1     |
| 4     | Bulgária     | 0               | 2                | 0                 | 2     |
| 5     | Sérvia       | 0               | 1                | 1                 | 2     |
| 6     | Armênia      | 0               | 1                | 0                 | 1     |
| 6     | Canadá       | 0               | 1                | 0                 | 1     |
| 8     | Bielorrússia | 0               | 0                | 2                 | 2     |
| 9     | Argentina    | 0               | 0                | 1                 | 1     |
| 9     | Finlândia    | 0               | 0                | 1                 | 1     |
| 9     | Geórgia      | 0               | 0                | 1                 | 1     |
| 9     | Israel       | 0               | 0                | 1                 | 1     |
| 9     | Lituânia     | 0               | 0                | 1                 | 1     |
| 9     | Moldávia     | 0               | 0                | 1                 | 1     |
| 9     | Roménia      | 0               | 0                | 1                 | 1     |
| 9     | Venezuela    | 0               | 0                | 1                 | 1     |
| Total | Total        | 6               | 6                | 12                | 24    |

## Medalhistas

### Masculino
| Evento  | Ouro           | Prata               | Bronze                   |
| ------- | -------------- | ------------------- | ------------------------ |
| 74 kg   | Ali Kurzhev    | Dmytro BabiiChuck   | Federico Alejandro Clara |
| 74 kg   | Ali Kurzhev    | Dmytro BabiiChuck   | Kakha Mamulashvili       |
| 90 kg   | Ivan Vasylchuk | Emin Sheykhislyamov | Radvilas Matukas         |
| 90 kg   | Ivan Vasylchuk | Emin Sheykhislyamov | Nikola Milošević         |
| +100 kg | Evgenil Isaev  | Hakob Arakelyan     | Aliaksandr Vakhaviak     |
| +100 kg | Evgenil Isaev  | Hakob Arakelyan     | Heikki Haapa-Aho         |

### Feminino
| Evento | Ouro                           | Prata                      | Bronze                                          |
| ------ | ------------------------------ | -------------------------- | ----------------------------------------------- |
| 48 kg  | Elena Bondareva                | Galya Zaharieva Ivanova    | Predefinição:ENb Maria Balbina Guedez Sarmiento |
| 48 kg  | Elena Bondareva                | Galya Zaharieva Ivanova    | Leila Abbasava                                  |
| 56 kg  | Laure Anastasie Marie Fournier | Kalina Georgieva Stefanova | Daniela Hondiu                                  |
| 56 kg  | Laure Anastasie Marie Fournier | Kalina Georgieva Stefanova | Nadezda Zaytseva                                |
| 68 kg  | Marina Mokhnatkina             | Ivana Jandrić              | Alice Hester Elizabeth Schlesinger              |
| 68 kg  | Marina Mokhnatkina             | Ivana Jandrić              | Marianna Davidova                               |